# 开曼群岛奥林匹克委员会
开曼群岛奥林匹克委员会（英語：Cayman Islands Olympic Committee，IOC编码：CAY）是代表开曼群岛的国家奥林匹克委员会。开曼群岛奥林匹克委员会成立于1973年，并于1976年获得国际奥林匹克委员会的认可。该组织也是泛美体育组织的成员。

## 外部连结
- 官方网站 （英文）